# 奈良警官発砲事件
奈良警官発砲事件（ならけいかんはっぽうじけん）とは、2003年9月10日に奈良県大和郡山市で発生した、車上荒らし及び逃走行為に対処した奈良県警の警察官が、窃盗容疑の逃走車両の運転者および同乗者に発砲し、同乗者が死亡した事件。

## 事件の内容
窃盗事件
2003年9月10日午後1時頃、建設会社社員Bが日産・セドリックに同僚Aを同乗させた状態で、天理市のパチンコ店の駐車場で車上荒らしの要領で現金3万円とクレジットカードなどの窃盗行為に及んだ。更に同日午後4時半頃、橿原市のパチンコ店で、Bは現金10万円の車上荒らしを行ったとされている。直後、車上荒らしの被害者が気がつき、セドリックが急発進し、車種・車のナンバー・色が通報される。
追跡
奈良県警本部機動捜査隊と橿原署の捜査員が、当該セドリックを見つけ、追跡する。セドリックは、一旦停止するものの職務質問のために降りた警察官を振り切り逃走し（逃走中も信号無視・器物破損等繰り返し）、国道24号を時速100km/h以上で走行、北上する。
午後6時40分より少し前、あらかじめ警察側は、大和郡山市の下三橋町北交差点で待ち伏せし、ワンボックスタイプの交通捜査車両を横付けさせ、一般車両を横に通し、セドリックの逃亡を阻止する作戦をとった。
発砲
午後6時40分ごろ、セドリックは、パトカーに追突したとされている。「止まれ、ドアを開けろ」と命令するものの、無視される。ガラスを割ろうとするものの割ることが出来なかった。また、この状況下でも逃亡を続けようとしていたと、現場の警察官は判断した。「止まらないと撃つぞ」と巡査Cが警告する。急発進で身の危険を感じていた巡査部長Dが、「発砲、撃て」と大声で指示する。巡査Cは、車に向けて5発を発射するが、弾は人体をそれる。巡査部長Eが、運転していたBに向けて発砲し、これがAの頭部と首を直撃したほか、巡査長Fも、Bに向けて発砲してBの頭部を直撃する。
A・Bが、救急車で病院に搬送されて、弾丸摘出手術が行われる。Bは、撃たれた直後も意識があった。Aは、意識不明のまま、同年10月5日に死亡する。
刑事処分
Bは、10月5日に退院し、窃盗と公務執行妨害そして殺人未遂で逮捕され、警察の取調べを受ける。窃盗についてはAは無関係とBは主張している。窃盗と公務執行妨害で懲役6年が言い渡され、Bは服役後に出所した。同乗者Aも窃盗と殺人未遂で書類送検され、被疑者死亡の不起訴処分となる。

## 当事者の主張
警察側
奈良県警は、警察官や一般人に死傷者を出さないための、適正な職務執行である。また、Aは車上荒らしの見張り役をしていた。発砲は、運転していたBの腕に向けられたものであるが、セドリックが動いていたため照準がそれた。
窃盗犯B
車上荒らしは、Bの単独行動で、Aは一切関係がない。逃走することに集中し、銃撃直前では、車が動いたとしても大したスピードでなく、AもBも、銃を向けた警察官の前で手を上げた瞬間、銃撃された。また、取調べ担当の警官が、Aが窃盗犯と認めることを要求してきた。

## 国家賠償請求訴訟
Aの遺族は2006年2月7日、1億1800万円の国家賠償請求訴訟を提起する。2010年1月27日、国家賠償請求訴訟について、Aの遺族側が敗訴の判決が、奈良地方裁判所で下される。判決理由において、発砲した警察官側の未必の殺意は認定するものの、「発砲」については警察官の武器使用の範囲を定めた警察官職務執行法第7条の要件を満たした合法行為としている。同年2月5日、大阪高等裁判所に控訴の手続きがなされる。2013年5月29日最高裁第小法廷はAの遺族の上告を退ける決定をし、請求を棄却した一、二審判決が確定した。

## 刑事事件（付審判、裁判員裁判）
2003年11月13日、発砲の指示を出した巡査部長D、車に向けて発射した巡査C、Aを銃撃した巡査部長E、Bを銃撃した巡査長Fに対して、Aの遺族が殺人罪と特別公務員暴行陵虐罪で、奈良地方検察庁に刑事告訴する。2006年1月11日、不起訴処分となる。翌日1月12日、奈良地方裁判所にAの遺族が付審判請求を提起する。2010年4月16日、奈良地方裁判所は巡査部長Eと巡査長Fについて、特別公務員暴行陵虐致死と同致傷の罪で審理する旨の付審判決定する。2011年1月24日、付審判での殺人罪での審理もされることとなる。
2012年1月23日、付審判決定による裁判員裁判の初公判が開かれる。争点は、殺意の有無と発砲行為の正当性となり、窃盗犯Bの主張するところの、射殺されたAは車上荒らしをしていないとすることについての関連の証言は報道されていない。同年2月20日、発砲の両警察官に対して、検察官役指定弁護士より懲役6年の求刑がなされる。2月28日両被告人に無罪判決がなされた。直ちに控訴の手続きが取られた。
2012年11月に開かれた控訴審第1回公判で即日結審、2013年2月1日に大阪高裁は1審判決を支持し控訴を棄却した。2014年12月2日、最高裁第三小法廷は上告を棄却し、警官2人の無罪が確定した。